# Station Saint-Sauveur-Lendelin
Station Saint-Sauveur-Lendelin is een voormalig treinstation gelegen op het grondgebied van de gemeente Saint-Sauveur-Lendelin, in het departement Manche in de regio Normandië. Het station ligt aan de buiten gebruik zijnde lijn van Coutances naar Sottevast.

## Ligging
Het station van Saint-Sauveur-Lendelin ligt op 55 meter boven de zeespiegel, op kilometerpunt (PK) 13,451 van de lijn van Coutances naar Sottevast, tussen de stations van Coutances en Périers-en-Cotentin.

## Geschiedenis
Het Station Saint-Sauveur-Lendelin is op 27 januari 1884 in gebruik genomen door de Compagnie des chemins de fer de l'Ouest, met de opening van de 72 kilometer lange enkelsporige lijn van Coutances naar Sottevast.
Het station sloot in 1970 de deuren voor het passagiersvervoer en op 24 januari 1988 voor het goederenvervoer . Het reizigersgebouw in in 2022 nog aanwezig.